# Pascaline Chavanne
Pascaline Chavanne est une créatrice de costumes et costumière belge pour le cinéma.
Elle a été nommée à onze reprises lors des César du cinéma, et a remporté le César des meilleurs costumes en 2014 pour Renoir de Gilles Bourdos, ainsi que celui de 2020 pour J'accuse, le film de Roman Polanski.

## Filmographie
- 2002 : Huit Femmes de François Ozon
- 2003 : Swimming Pool de François Ozon
- 2004 : 5×2 de François Ozon
- 2004 : Je suis un assassin de Thomas Vincent
- 2005 : Les Âmes grises d'Yves Angelo
- 2005 : Le Temps qui reste de François Ozon
- 2006 : Jean-Philippe de Laurent Tuel
- 2008 : La Jeune Fille et les Loups de Gilles Legrand
- 2010 : Gainsbourg, vie héroïque de Joann Sfar
- 2010 : Potiche de François Ozon
- 2012 : Augustine d'Alice Winocour
- 2012 : L'Exercice de l'État de Pierre Schoeller
- 2013 : Renoir de Gilles Bourdos
- 2013 : Jeune et Jolie de François Ozon
- 2014 : Une nouvelle amie de François Ozon
- 2014 : L'Homme qu'on aimait trop d'André Téchiné
- 2015 : Les Chevaliers blancs de Joachim Lafosse
- 2015 : La Dame dans l'auto avec des lunettes et un fusil de Joann Sfar
- 2016 : Chocolat de Roschdy Zem
- 2016 : Frantz de François Ozon
- 2016 : Rodin de Jacques Doillon
- 2017 : Django d'Étienne Comar
- 2017 : L'Amant double de Francois Ozon
- 2017 : Nos Années folles d'André Téchiné
- 2018 : J'accuse de Roman Polanski
- 2021 : Annette de Leos Carax
- 2022 : L'Envol de Pietro Marcello
- 2023 : Mon crime de François Ozon
- 2024 : Mister Spade (Monsieur Spade) (mini-série TV) - 6 épisodes
- 2024 : Paradis Paris de Marjane Satrapi
- 2024 : Yūrei d'Eric Khoo

## Distinctions

### Récompenses
- 2014 : César des meilleurs costumes pour Renoir[3]
- 2016 : Magritte des meilleurs costumes pour La Dame dans l'auto avec des lunettes et un fusil[4]
- 2020 : César des meilleurs costumes pour J'accuse

### Nominations
- 2003 : César des meilleurs costumes pour Huit Femmes
- 2006 : César des meilleurs costumes pour Les Âmes grises
- 2011 : César des meilleurs costumes pour Potiche
- 2013 : Magritte des meilleurs costumes pour L'Exercice de l'État
- 2013 : César des meilleurs costumes pour Augustine
- 2015 : César des meilleurs costumes pour Une nouvelle amie
- 2017 : César des meilleurs costumes pour Frantz
- 2018 : César des meilleurs costumes pour Barbara
- 2021 : César des meilleurs costumes pour Été 85 [5]
- 2022 : César des meilleurs costumes pour Annette
- 2024 : César des meilleurs costumes pour Mon crime